# Sint-Pancratiusbasiliek (Rome)
De Sint-Pancratiusbasiliek is een aan de heilige Pancratius gewijde basilica minor in de stad Rome. De kerk staat aan de via San Pancrazio, zeer nabij de Porta San Pancrazio, ten Westen van de wijk Trastevere en nabij de Villa Doria Pamphilj.

## Geschiedenis
De kerk werd in de 6e eeuw gebouwd in opdracht van Paus Symmachus boven het graf van de heilige martelaar Pancratius. In de 15e eeuw werd de kerk verbouwd. In de 17e eeuw kwam de kerk in handen van de Ongeschoeide karmelieten, die de kerk opnieuw verbouwden. Ook in latere eeuwen werd de kerk verbouwd en uitgebreid. De 15e-eeuwse gevel draagt het wapen van Paus Innocentius VIII.
De kerk bevat diverse relieken, waaronder het lichaam van Pancratius. Het hoofd van Pancratius werd van 850 tot 1966 in de pauselijke basiliek Sint-Jan van Lateranen bewaard. Onder de kerk liggen uitgebreide catacomben, die te bezichtigen zijn.
Paus Leo X verhief de kerk in 1517 tot titelkerk, de huidige kardinaal-priester is Antonio Cañizares Llovera.

## Kardinaal-priesters
- Ferdinando Ponzetti (1517-1527)
- Francesco Corner (1528-1534)
- Gian Pietro Carafa (1537)
- Federico Cesi (1545-1550)
- Juan Álvarez de Toledo (1551-1553)
- Miguel de Silva (1553)
- Giovanni Antonio Capizucchi (1556-1562)
- Bernardo Navagero (1562)
- Stanislaw Hosius (o Hoe, o Hosz) (1562-1565)
- Simon de Nigro Pasca (1565)
- Tolomeo Gallio (1565-1568)
- Giovanni Paolo della Chiesa (1568-1575)
- Vacant (1575-1586)
- Ippolito Aldobrandini (1586-1592)
- Girolamo Mattei (1592-1603)
- Pietro Aldobrandini (1604-1605)
- Domenico Ginnasi (1605-1606)
- Ludovico de Torres (1606-1609)
- Vacant (1609-1617)
- Gabriel Trejo y Paniagua (1617-1621)
- Cosimo de Torres (1623-1641)
- Gaspare Mattei (1643-1648)
- Vacant (1648-1653)
- Francesco Maidalchini (1653-1654)
- Carlo Gualterio (1654-1667)
- Giacomo Franzoni (1670-1673)
- Pietro Vidoni (1673-1681)

- Antonio Pignatelli (1681-1691)
- Bandino Panciatichi (1691-1710)
- Vacant (1710-1721)
- Damian Hugo Philipp von Schönborn-Buchheim (1721-1726)
- Vincenzo Ludovico Gotti, O.P. (1728-1738)
- Vacant (1738-1743)
- Gioacchino Bessozzi, O.Cist. (1743-1744)
- Federico Marcello Lante Montefeltro Della Rovere (1745-1753)
- Giuseppe Maria Feroni (1753-1764)
- Vacant (1764-1824)
- Giovanni Battista Bussi (1824-1844)
- Vacant (1844-1848)
- Carlo Vizzardelli (1848-1851)
- Clément Villecourt (1855-1867)
- Josip Mihalovic (1877-1891)
- Francesco Ricci Paracciani (1891-1894)
- Achille Manara (1895-1906)
- Aristide Rinaldini (1907-1920)
- Giovanni Bonzano (1922-1924)
- Lorenzo Lauri (1927-1941)
- Vacant (1941-1946)
- Carlos Carmelo de Vasconcelos Motta (1946-1982)
- José Lebrún Moratinos (1983-2001)
- Antonio Cañizares Llovera (2006-)

Sant'Agnese fuori le mura · 
Sant'Agnese in Agone · 
Sant'Agostino · 
Sant'Alberto Magno · 
Basilica di Santa Anastasia · 
Sant'Andrea al Quirinale · 
Sant'Andrea delle Fratte · 
Sant'Andrea della Valle · 
Sant'Andrea in Via Flaminia · 
Sant'Angela Merici · 
Santi Angeli Custodi a Città Giardino · 
Sant'Anselmo all'Aventino · 
Sant'Antonio da Padova all'Esquilino · 
Sant'Antonio da Padova in Via Tuscolana · 
Sant’Antonio di Padova a Circonvallazione Appia · 
Sant'Antonio in Campo Marzio · 
Sant'Apollinare alle Terme Neroniane-Alessandrine · 
Sant'Atanasio · 
Sant'Atanasio a Via Tiburtina · 
Santi Aquila e Priscilla · 
Santa Balbina · 
San Bernardo alle Terme · 
Santi Bonifacio e Alessio · 
San Callisto · 
San Camillo de Lellis · 
San Carlo ai Catinari · 
San Carlo al Corso · 
Basiliek van Santa Cecilia in Trastevere · 
San Cesareo in Palatio · 
Santa Chiara a Vigna Clara · 
San Clemente · 
San Corbiniano · 
Santi Cosma e Damiano in Via Sacra · 
San Crisogono · 
Santa Croce in Gerusalemme · 
Santa Croce in Via Flaminia · 
Sacro Cuore di Cristo Re · 
Sacro Cuore di Gesù · 
Sacro Cuore di Gesù agonizzante a Vitinia · 
Dio Padre Misericordioso · 
Santi XII Apostoli · 
San Domenico di Guzman · 
Santi Domenico e Sisto · 
Sant'Elena fuori Porta Prenestina · 
Sant'Eligio dei Ferrari · 
Sant'Emerenziana a Tor Fiorenza · 
Sant'Eugenio · 
Sant'Eusebio · 
Santi Fabiano e Venanzio a Villa Fiorelli · 
San Felice da Cantalice a Centocelle · 
Santa Francesca Romana · 
San Francesco a Ripa · 
San Francesco di Paola ai Monti · 
Friezenkerk · 
San Frumenzio ai Prati Fiscali · 
Il Gesù · 
Gesù Divino Lavoratore · 
San Giacomo in Augusta · 
San Gioacchino ai Prati di Castello · 
Santi Gioacchino e Anna al Tuscolano · 
San Giovanni a Porta Latina · 
San Giovanni Bosco in via Tuscolana · 
San Giovanni Crisostomo a Monte Sacro Alto · 
San Giovanni dei Fiorentini · 
Santi Giovanni e Paolo · 
Santi Giovanni Evangelista e Petronio · 
San Giovanni Maria Vianney · 
San Girolamo dei Croati · 
San Giuliano Martire · 
San Giustino · 
Gran Madre di Dio · 
San Gregorio Magno al Celio · 
San Gregorio Magno alla Magliana Nuova · 
San Gregorio VII · 
Sant'Ignazio · 
Sint-Jan van Lateranen · 
Sint-Juliaan-der-Vlamingen · 
San Leonardo da Porto Maurizio · 
San Leone I · 
San Liborio · 
San Lorenzo in Damaso ·  
San Lorenzo in Lucina · 
San Lorenzo in Panisperna · 
San Luca a Via Prenestina · 
San Luigi dei Francesi · 
Santuario della Madonna del Divino Amore · 
Madonna dell'Archetto - 
Santi Marcellino e Pietro · 
San Marcello al Corso · 
San Marco · 
Santa Maria ai Monti · 
Santa Maria Ausiliatrice in Via Tuscolana · 
Santa Maria Consolatrice al Tiburtino · 
Santa Maria degli Angeli e dei Martiri · 
Santa Maria dei Miracoli en Santa Maria in Montesanto · 
Santa Maria dell'Anima · 
Santa Maria della Pace · 
Santa Maria della Salute a Primavalle · 
Santa Maria della Scala · 
Santa Maria della Vittoria · 
Santa Maria delle Grazie a Via Trionfale · 
Santa Maria del Popolo · 
Santa Maria del Suffragio · 
Santa Maria di Monserrato · 
Santa Maria Domenica Mazzarello · 
Santa Maria Goretti · 
Santa Maria Immacolata a Grottarossa · 
Santa Maria in Aquiro · 
Santa Maria in Aracoeli · 
Santa Maria in Campitelli · 
Santa Maria in Cappella · 
Santa Maria in Domnica · 
Santa Maria in Transpontina · 
Santa Maria in Trastevere · 
Santa Maria in Trivio · 
Santa Maria in Vallicella · 
Santa Maria in Via · 
Santa Maria in Via Lata · 
Santa Maria Liberatrice a Monte Testaccio · 
Santa Maria Madre della Providenza a Monte Verde · 
Santa Maria Madre del Redentore a Tor Bella Monaca · 
Basiliek van Santa Maria Maggiore · 
Santa Maria Regina degli Apostoli alla Montagnola · 
Santa Maria Regina Mundi a Torre Spaccata · 
Santa Maria sopra Minerva · 
Santa Beata Maria Vergine Addolorata a piazza Buenos Aires · 
San Martino ai Monti · 
Natività di Nostro Signore Gesù Cristo a Via Gallia · 
Santi Nereo e Achilleo · 
San Nicola in Carcere · 
Santissimo Nome di Maria al Foro Traiano · 
Nostra Signora del Sacro Cuore · 
Ognissanti in Via Appia Nuova · 
Sant'Onofrio · 
Sint-Pancratiusbasiliek · 
Pantheon (Rome) · 
San Patrizio ·
Sint-Anna in Lateranen ·
Sint-Paulus buiten de Muren · 
Sint-Pietersbasiliek · 
Santi Pietro e Paolo a Via Ostiense · 
San Pietro in Montorio · 
San Pietro in Vincoli · 
Santa Prassede · 
Preziosissimo Sangue di Nostro Signore Gesù Cristo · 
Santa Prisca · 
Santa Pudenziana · 
Santi Quattro Coronati · 
Santi Quirico e Giulitta · 
Santissimo Redentore e Sant'Alfonso in Via Merulana · 
Santa Sabina · 
San Salvatore in Lauro · 
Sint-Sebastiaan buiten de Muren · 
San Silvestro in Capite · 
Santi Simone e Giuda Taddeo a Torre Angela · 
Sixtijnse Kapel · 
Santa Sofia a Via Boccea · 
Santa Susanna · 
Tempietto van San Pietro in Montorio · 
Santa Teresa al Corso d’Italia · 
Trinità dei Monti · 
Sant’Ugo · 
Beata Vergine Maria del Monte Carmelo a Mostacciano · 
Basilica di San Vitale